# 塔博爾山 (塞爾斯山)
45°06′51″N 06°33′50″E / 45.11417°N 6.56389°E

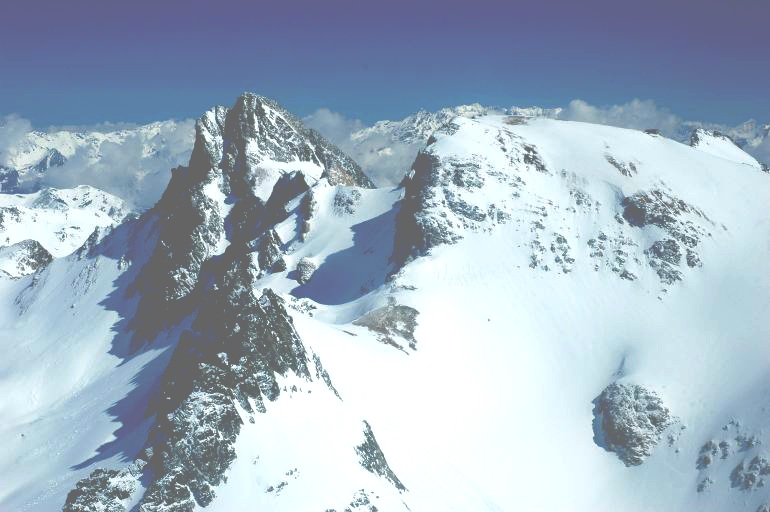

塔博爾山（法語：Mont Thabor），是法國的一座山峰，位於該國東南部，處於薩瓦省和上阿爾卑斯省接壤的邊界，屬於科蒂安阿爾卑斯山脈中塞爾斯山的一部分，海拔高度3,178米。